# Adicella ellipsoidalis
Adicella ellipsoidalis is een schietmot uit de familie Leptoceridae. De soort komt voor in het Oriëntaals en het Palearctisch gebied.